# Ростовская набережная
Росто́вская набережная — набережная Москвы в районе Хамовники на левом берегу Москвы-реки, расположенная между Смоленской набережной и Саввинской набережной, напротив Киевского вокзала и площади Евразии.

## Происхождение названия
Ростовская набережная получила своё название в XIX веке от Ростовской слободы, возникшей в XV—XVI веков вблизи подворья ростовских архиереев. В XVII веке на этой территории располагалась Благовещенская, или Бережковская, слобода ростовского митрополита, названная по церкви Благовещения Пресвятой Богородицы на Бережках, построенной в Ростовской слободе в 1412 году и разрушенной в 1950-х годах. В конце XIX века часть набережной со стороны Бородинского моста именовали Мухина улица и Мухина Гора (название высокого берега Москвы-реки).

## Описание
На севере, со стороны Бородинского моста, Ростовская набережная является продолжением Смоленской набережной. С юга, после пересечения с 1-м Вражским переулком, Ростовская набережная переходит в Саввинскую. Пешеходный мост Богдана Хмельницкого соединяет Ростовскую набережную с Бережковской.

## Здания и сооружения
- № 1 — Восьмиэтажный кирпичный жилой дом, создавался как жилищно-строительный кооператив Академии наук СССР в 1970 году.
- № 3 — Девятиэтажный кирпичный жилой дом, создавался как жилищно-строительный кооператив членов Дома учёных Академии наук СССР в 1962 году. Здесь жили химики А. Н. Шамин (в 1968—2002)[2] и Р. П. Евстигнеева (в 1964—2003)[3], пианистка М. В. Юдина, филолог Д. Э. Розенталь, писатель Л. Э. Разгон, строитель, профессор Р. Н. Квитницкий и историк архитектуры Е. Д. Квитницкая, демограф, профессор Б. Ц. Урланис, скульптор, заслуженный художник РСФСР Х. Б. Геворкян, филолог, профессор С. В. Никольский, профессор И.С. Яичников (в 1964 - 1986) и др.
- № 5 — Дом на Ростовской набережной; Центральная городская детская библиотека имени А. П. Гайдара. Дом огибал старинную Благовещенскую церковь на Бережках, которая была разрушена в конце 1950-х годов, примерно в одно время с окончанием строительных работ. В начале 1960-х годов была снесена и колокольня.
- Смотровая площадка[4]

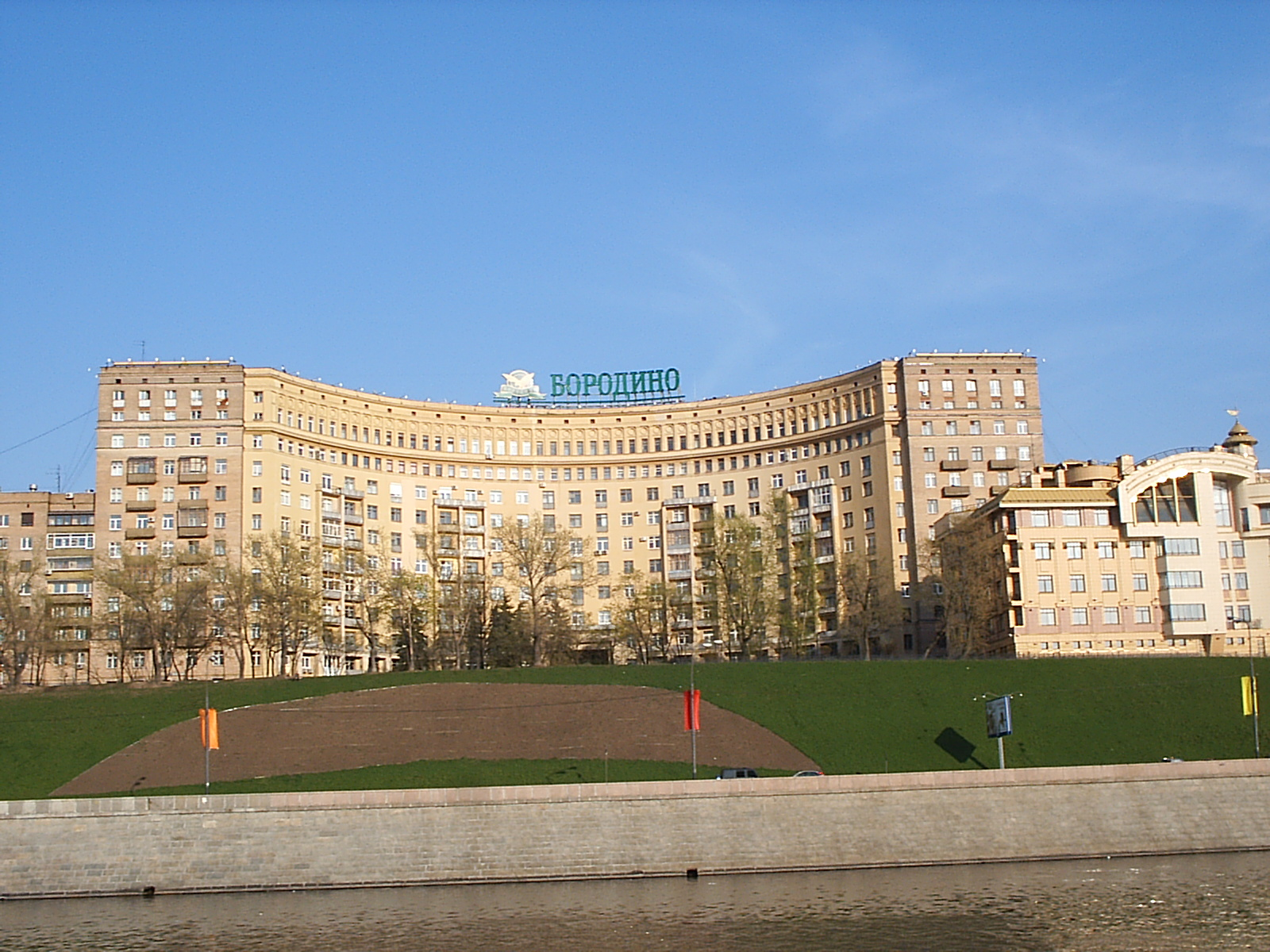
Дом № 5 на Ростовской набережной
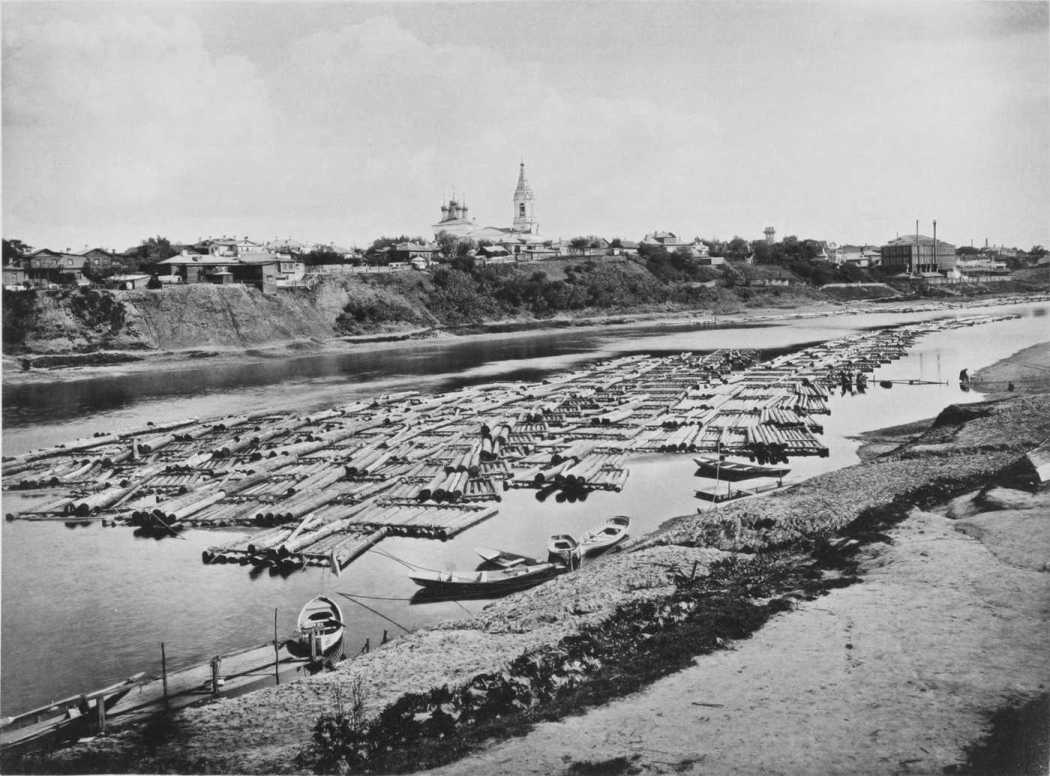
Вид на Ростовскую набережную и Благовещенскую церковь в Бережках (1891 год)
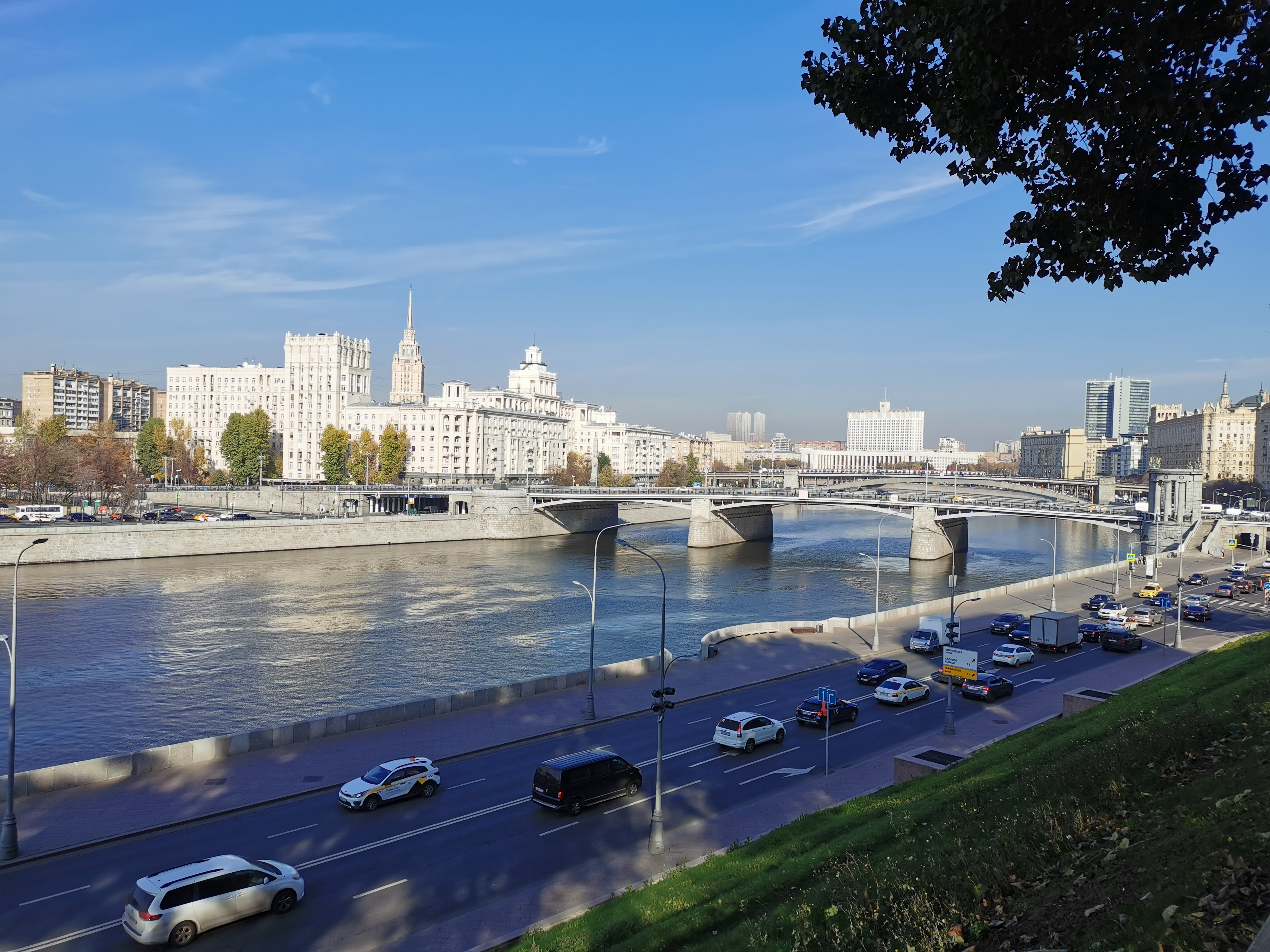
Бородинский мост 2021 год

## Транспорт
- Станция метро  Киевская (через мост Богдана Хмельницкого)
- Автобус с216 только в будние дни (изначально автобус ездил всю неделю, но потом выходные дни были исключены из времени работы маршрута) от станций метро  Краснопресненская и  Спортивная